# Bad Liebenstein

Bad Liebenstein este o stațiune balneară din Turingia, Germania, cunoscută pentru apele sale termale. Stațiunea este recomandată pentru tratamentul afecțiunilor cardiace.
1. ↑  Alle politisch selbständigen Gemeinden mit ausgewählten Merkmalen am 31.12.2018 (4. Quartal) (în germană), Statistisches Bundesamt[*], arhivat din original la 10 martie 2019, accesat în 10 martie 2019
2. ↑  GeoNames